# Abantis pseudonigeriana
Abantis pseudonigeriana là một loài bướm ngày thuộc họ Bướm nhảy. Loài này được tìm thấy ở đông Sénégal, Guinée, Nam Sierra Leone, Bắc Ghana và Nigeria. Môi trường sống của loài này là xa van khô.
Những con đực trưởng thành được phát hiện ăn xác rùa và cá chết nhưng cũng bị thu hút bởi hoa. Chúng thay đổi hình thái theo mùa khô và mùa mưa.